# تاريخ إمبراطورية البرازيل

## الاستقلال
سيطر البرتغاليون على الأرض المعروفة الآن باسم البرازيل لأول مرة في 23 أبريل عام 1500 عندما نزل الملاح بيدرو ألفاريز كابرال على ساحلها. وتبع ذلك الاستيطان الدائم من قبل البرتغاليين في عام 1534، وعلى مدى الثلاثمئة عام التالية توسعوا ببطء في المنطقة الواقعة إلى الغرب حتى أقاموا تقريبًا جميع الحدود التي تشكل حدود البرازيل الحديثة. وفي عام 1808 غزا جيش الإمبراطور الفرنسي نابليون الأول البرتغال، ونفى العائلة المالكة البرتغالية، فاستقرت في مدينة ريو دي جانيرو البرازيلية، والتي أصبحت بالتالي المقر غير الرسمي للإمبراطورية البرتغالية بأكملها. وفي 12 ديسمبر عام 1815 كان الدوم جواو السادس وصيًا على العرش نيابة عن والدته فاقدة الأهلية الملكة دونا ماريا الأولى، وقد ارتقى بالبرازيل من مستعمرة إلى مملكة متحدة مع البرتغال.
في عام 1820 اندلعت الثورة الدستورية في البرتغال. وأسفرت الحركة التي بدأها الليبراليون عن اجتماع للكورتس (الجمعية التأسيسية) كان هدفه صياغة أول دستور للمملكة. وطالب الليبراليون بعودة جواو السادس، الذي كان يقيم في البرازيل منذ عام 1808 والذي خلف والدته كملك في عام 1816. وقد عين ابنه ووريثه الأمير الدوم بيدرو (لاحقًا بيدرو الأول ملك البرازيل وبيدرو الرابع ملك البرتغال) باعتباره الوصي على العرش، وغادر إلى أوروبا في 26 أبريل عام 1821. سن الكورتس البرتغالي المراسيم التي أخضعت حكومات المقاطعات البرازيلية مباشرة للبرتغال، وألغت جميع المحاكم العليا والهيئات الإدارية التي جرى إنشاؤها داخل البرازيل منذ 1808، ثم استُدعي الأمير بيدرو إلى البرتغال.
ظهرت مجموعتان كلاهما تخشيان محاولة الكورتس إعادة البرازيل إلى حالة المستعمرة: البرازيليون اللوزيون (الذين كان يُطلق عليهم آنذاك الملكيون الدستوريون) والوطنيون (الذين كان يُطلق عليهم آنذاك الفدراليون). وكان أعضاء كلا المجوعتين أساسًا من طبقة النبلاء المولودين في البرازيل وملاك الأراضي والمزارعين ورجال الأعمال الأثرياء، مع أقلية من المهاجرين من البرتغال. وكان البرازيليون اللوزيون رجالًا تخرجوا من جامعة قلمرية في البرتغال قبل عام 1816 وكان يقودهم جوزيه بونيفاسيو دي أندرادا. ودعوا إلى نظام ملكي دستوري ومركزي لمنع احتمالية الانفصال الإقليمي. وكان لدى عدد قليل، مثل بونيفاسيو، أهداف أخرى تشمل إلغاء تجارة الرقيق وإلغاء العبودية نفسها، وإقامة إصلاح زراعي، والتنمية الاقتصادية للبلد دون ديون خارجية. أراد الوطنيون، وهم رجال لم يحصلوا على تعليم عالٍ وعاشوا حياتهم بأكملها في البرازيل، عكس ذلك تمامًا. لقد عارضوا إلغاء العبودية، وأرادوا ديمقراطية يجري فيها منحهم حق الانتخاب فقط، والحفاظ على التسلسل الهرمي الاجتماعي الحالي، وملكًا يكون مجرد رئيس صوري، وتنظيمًا فيدراليًا ضعيفًا حيث تُحكم المقاطعات من قبل المصالح المحلية دون تدخل من الحكومة المركزية. 
أقنعت المجموعتان الأمير بعدم العودة إلى البرتغال، وأجاب في 9 يناير عام 1822: «بما أن ذلك من أجل خير الجميع والسعادة العامة للأمة، فأنا سأستجيب. أخبروا الناس أنني سأبقى». عيّن جوزيه بونيفاسيو، زعيم اللوزيين البرازيليين، كرئيس لمجلس الوزراء في 18 يناير عام 1822. وسافر بيدرو إلى مقاطعة ساو باولو لضمان ولائها للقضية البرازيلية، لكنه تلقى رسالة من بونيفاسيو أثناء عودته إلى ريو دي جانيرو في 7 سبتمبر. وعلم الأمير أن الكورتس قد ألغى السلطات المتبقية التي احتفظ بها. والتفت بيدرو إلى رفاقه، بمن فيهم حرس الشرف وقال: «أيها الأصدقاء، يريد الكورتس البرتغالي أن يستعبدنا ويطاردنا. ومن اليوم فصاعدًا، انقطعت علاقاتنا. لم تعد توحدنا أي روابط». ثم خلع شارة القيادة ذات اللونين الأزرق والأبيض التي كانت ترمز إلى البرتغال، وتابع: «انزعوا شاراتهم أيها الجنود. تحية للاستقلال والحرية وانفصال البرازيل». وفي لحظة ستصبح الأكثر شهرة في تاريخ البرازيل، أزال سيفه وأكد أنه «من أجل دمي، وشرفي، وإلهي، أقسم أن أعطي البرازيل الحرية»، ثم صرخ: «الاستقلال أو الموت!»
قوبل قرار بيدرو بتحدي الكورتس بمعارضة مسلحة عبر البرازيل من قبل القوات الموالية للبرتغال. ونشبت حرب الاستقلال البرازيلية التي تلت ذلك في معظم أنحاء البلاد، حيث عمت المعارك في المناطق الشمالية والشمالية الشرقية والجنوبية. واستسلم آخر الجنود البرتغاليين في 8 مارس عام 1824، واعترفت البرتغال باستقلال البرازيل في 29 أغسطس عام 1825. بالإضافة إلى هؤلاء البرازيليين والبرتغاليين الذين قاتلوا في الحرب، فإن الكثير من الفضل في هذا النصر يعود إلى حكومة بونيفاسيو، التي أنشأت جيشًا وأسطولًا من لا شيء عمليًا، وحسنت المالية الحكومية بشكل كبير، ووحدت المقاطعات تحت قيادة واحدة متماسكة.
في 12 أكتوبر عام 1822، حصل الأمير بيدرو على لقب الدوم بيدرو الأول ليصبح إمبراطورًا دستوريًا ومدافعًا عن البرازيل. وتزامنت بداية عهد بيدرو مع ولادة إمبراطورية البرازيل المستقلة. وجرى تتويجه في وقت لاحق في 1 ديسمبر. في هذه الأثناء بدأ بونيفاسيو تحقيقًا قضائيًا (والذي سيُعرف باسم «بونيفاشيا») ضد الوطنيين، الذين اتُهموا بالتآمر ضد النظام الملكي، وجرى اعتقال العديد منهم.

## السنوات المبكرة

### الجمعية التأسيسية
قبل إعلان الاستقلال، دعا بيدرو إلى إجراء انتخابات برازيلية لاختيار مندوبين إلى الجمعية الوطنية التأسيسية والتشريعية. وفي 3 مايو عام 1823 بدأت الجمعية التأسيسية العمل من أجل صياغة دستور سياسي للأمة الجديدة. وبلغ عدد أعضائها، الذين أطلق عليهم لقب نواب وطنيين، 100 عضو على الرغم من حضور 88 فقط للجلسات. وقد جرى انتخابهم بشكل غير مباشر عن طريق الاقتراع حسب التعداد ولم يكن أي منهم ينتمي إلى أحزاب سياسية (التي لم تكن قد تشكلت بعد). وكانت هناك فصائل سياسية داخل المجلس: البرازيليون اللوزيون، والوطنيون، ومؤيدو الحكم المطلق (الذين كانوا يُطلق عليهم آنذاك الحُدب)، والجمهوريون. وقد كان الجمهوريون عبارة عن عدد قليل من الأفراد يمتلكون القليل من التأثير أو الدعم. وكان النواب الباقون جميعهم ملكيين. كان مؤيدو الحكم المطلق في الغالب برتغاليين عارضوا في البداية استقلال البرازيل، على الرغم من أنهم قبلوا تقرير المصير بمجرد أن أصبح أمرًا لا مفر منه. وعارضوا الحكومة الدستورية ودعموا شكلًا مطلقًا للملكية. دعم البرازيليون اللوزيون والوطنيون إقامة نظام ملكي دستوري، مع تفضيل اللوزيين لحكومة مركزية والوطنيين لفيدرالية لينة. 
أُرسل الدستور المقترح إلى المجلس، حيث بدأ أعضاؤه العمل على إصداره. ومنذ البداية حاول الوطنيون الإطاحة بالحكومة التي يرأسها بونيفاسيو بأي ثمن. فقد أرادوا الانتقام من الاضطهاد الذي تعرضوا له خلال «بونيفاشيا» في العام السابق. ومن ناحية أخرى رأى مؤيدو الحكم المطلق أن مصالحهم مهددة عندما أصدر بونيفاسيو مرسومين ألغيا الامتيازات المخصصة للذين ولدوا في البرتغال. وعلى الرغم من وجود العديد من الاختلافات الأيديولوجية، فقد شكل مؤيدو الحكم المطلق والوطنيون تحالفًا من أجل الإطاحة بعدوهم المشترك من السلطة. ثم بدأ بونيفاسيو نفسه يفقد الدعم داخل فصيله بسبب أفعاله التعسفية. وكان العامل الأكثر أهمية الذي غذى العدد المتزايد باستمرار من المنشقين هو رد الفعل على الأفكار الراديكالية التي تبناها، بما في ذلك إلغاء العبودية. في النهاية شكل الأعضاء الساخطون أغلبية المقاعد في الجمعية ووقعوا عريضة تطالب بإقالة حكومة بونيفاسيو. وكان البديل الوحيد هو الدخول في نزاع لا داعي له مع الجمعية، لذا امتثل بيدرو الأول لذلك.